# 議院における証人の宣誓及び証言等に関する法律
議院における証人の宣誓及び証言等に関する法律（ぎいんにおけるしょうにんのせんせいおよびしょうげんとうにかんするほうりつ、昭和22年12月23日法律第225号）は、日本の国会において行われる証人喚問の詳細に関する法律である。略称は議院証言法。
1947年（昭和22年）12月23日に公布された。

## 概要
議院証言法では、何人も衆議院・参議院の各議院から、議案その他の審査または国政に関する調査のため、証人として出頭及び証言または書類の提出を求められたときは、この法律に別段の定めのある場合を除き、これに応じなければならない、と規定される。
第1条は、証人として出頭を求められた者の一般的な出頭義務を規定。

第4条は、証人またはその親族等が刑事訴追を受け、または有罪判決を受けるおそれのあるときには証言等を拒むことができること、医師、弁護士等が業務上知り得た他人の秘密に関する証言等の拒絶について規定。
第6条は、証人が虚偽の陳述（証言）を為した場合には、『3月以上10年以下の懲役に処する』と規定。
第7条は、証人が正当の理由なくして出頭等を拒んだ場合には『1年以下の禁錮または10万円以下の罰金に処する』と規定。
第8条は、証人が前二条の罪を犯したものと認めたときは、『議院（又はその委員会）は告発しなければならない。』と規定。この告発が訴追要件であるか明文の規定はないが、昭和23(れ)1951 昭和22年政令第328号違反、議院に於ける証人の宣誓及び証言等に関する法律違反 昭和24年6月1日 　最高裁判所大法廷は、「その立法の経過に照し、各議院の国政に関する調査の必要上規定せられた議院内部の手続に関するものである。そして議院における偽証罪等の告発について特に同法第八条本文および但書のごとき特別の規定を設けた趣旨に徴すれば議院内部の事は、議院の自治問題として取扱い同罪については同条所定の告発を起訴条件としたものと解するを相当とする。」と判決し、告発が訴追要件であるとしている。

## 静止画像での証人喚問中継
リクルート事件が社会問題となっていた1988年、同法の制定以来初めての改正が施行された。特に、新たに追加された第5条の3では「委員会又は両議院の合同審査会における証人に対する尋問中の撮影」が禁止された。自民党は、喚問中のテレビ撮影は証人を晒し者にするとして人権上問題と主張した（日本の裁判では裁判中継を画像や動画で記録することは事実上禁止されている）。
この為、各テレビ局は以後、証人喚問を音声つきの静止画像で放送せざるを得ず、この改正は知る権利の侵害である、過剰な配慮だ、世間からはテレビがテレビらしい機能を失い『電気紙芝居』になった、などと批判を受けた。
その後、1999年に第5条の3は改正され、委員長（又は両議院の合同審査会の会長）の許可により撮影・録音ができるようになった。この改正以降現在まで、撮影･録音が拒否されたケースは無い。